# En örfil åt den offentliga smaken

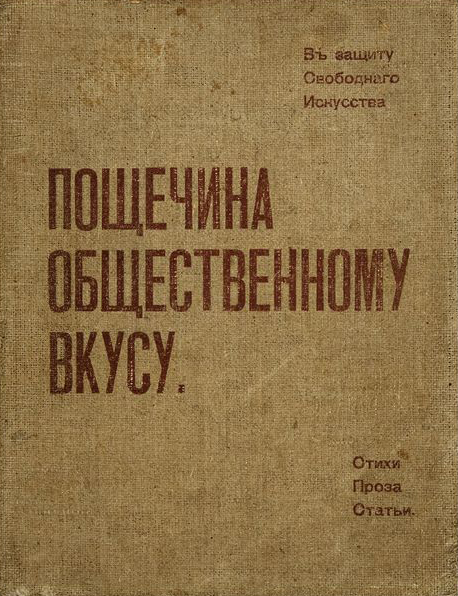
Omslaget till den ryska originalutgåvan av En örfil åt den offentliga smaken (1912).

En örfil åt den offentliga smaken (Пощёчина общественному вкусу) var ett futuristiskt manifest, tillika diktantologi, utgiven 1912 i Moskva. Författarna var David Burljuk, Velimir Chlebnikov, Aleksej Krutjonych och Vladimir Majakovskij. Majakovskij publicerade här sina två första dikter, Natt och Morgon. Chlebnikov bidrog med bland annat Gräshoppan. Manifestet innebar ett ställningstagande mot den ryska romantikens,  realismens och symbolismens företrädare och blev startskottet för en nyskapande litterär hållning.

### Fotnoter
1. ↑  Gräshoppan finns tolkad till svenska av Anna Ljunggren och Nils Åke Nilsson i volymen En kyss i frost (Fripress bokförlag, 1988).